# 1239 Queteleta
1239 Queteleta è un asteroide della fascia principale. Scoperto nel 1932,
presenta un'orbita caratterizzata da un semiasse maggiore pari a 2,6610938 UA e da un'eccentricità di 0,2333285, inclinata di 1,66254° rispetto all'eclittica.
L'asteroide è dedicato all'astronomo belga Adolphe Quetelet.